# O Cara Que Estou a Fim não É um Cara?!
O Cara Que Estou a Fim não É um Cara?! (japonês: 気になってる人が男じゃなかった, Hepburn: Ki ni Natteru Hito ga Otoko Janakatta) é uma série de mangá japonesa escrita e ilustrada por Sumiko Arai. Originada como uma história curta publicada na conta de Arai no Twitter de julho a setembro de 2021, começou sua atual série semanal em abril de 2022, antes de ser serializada no Pixiv Comic em abril de 2023. A Kadokawa Shoten publicou a série impressa no mesmo mês, com seus capítulos reunidos em três volumes tankōbon em fevereiro de 2025. Uma adaptação para anime foi anunciada.
A série tem sido um sucesso comercial e de crítica, com os críticos elogiando a história, a arte e os personagens. Ganhou o prêmio 2023 Next Manga Award na categoria web mangá.

## História
Aya é uma garota do ensino médio que está muito interessada em um “moço” misterioso que trabalha em uma loja de CDs. Porém, esse rapaz misterioso na verdade era Mitsuki, sua colega de classe que tenta viver invisível como o ar. Um amor que se desenvolve com rapidez, a partir de um encontro impossível e caminha para...

## Personagens
Aya Oosawa (大沢 綾, Ōsawa Aya)
Voz de: Akari Kitō (drama CD)
Uma garota gyaru do ensino médio que tem interesse em música rock; no entanto, ela não consegue compartilhar seus interesses com seus amigos mais próximos porque eles preferem música contemporânea e por medo de serem alienados. Sem nenhum interesse romântico por homens, ela conhece Mitsuki ao se deparar com a loja de discos por acaso e se apaixona pela personalidade da garota no local de trabalho, acreditando ser um homem, pois ela continua a frequentar a loja e elas se conectam por meio da música rock, sem saber que se trata de sua colega de classe.
Mitsuki Koga (古賀 美月, Koga Mitsuki)
Voz de: Mariya Ise (drama CD)
Uma garota nerd do ensino médio, colega de classe de Aya, que também se interessa por música rock e trabalha meio período na loja de discos com o tio. Durante o trabalho ela usa roupas unissex, uma máscara facial e lentes de contato no lugar dos óculos e do uniforme escolar, fazendo com que seja confundida com um garoto e apelidada por Aya e suas amigas de Moço (おにーさん, Onii-san). Depois que Oosawa se apaixona por sua personalidade no local de trabalho, Mitsuki toma medidas para que Aya não a relacione com sua personalidade na escola. Ela também aprende a tocar guitarra.
Joe (ジョー, Jō)
Voz de: Kenjiro Tsuda (drama CD)
Tio de Mitsuki que gerencia a loja de discos e atua como figura paterna e guardiã dela, sempre demonstrando preocupação com a natureza introvertida da sobrinha. Mais tarde, é revelado que ele teve um relacionamento anterior com Kanna quando Koga era jovem, mas eles tiveram que terminar o relacionamento porque ele estava priorizando cuidar de da sobrinha quando Kanna propôs se mudar para Los Angeles com ele.
Megumu Narita (成田 恵, Narita Megumu)
Voz de: Tasuku Hatanaka (drama CD)
Um amigo e colega de classe de Aya e Mitsuki que é o primeiro a conectar as personas de Mitsuki no local de trabalho e na escola depois de perceber semelhanças entre as duas. Ele se esforça para fazer com que Oosawa e Koga interajam, se aproximem uma da outra e evitem falhas de comunicação.
Chizuru (ちづる)
Voz de: Erina Koga (drama CD)
Amiga e colega de classe da Aya. Ela tende a dar conselhos à Aya sobre como ela pode abordar sua paixão pelo Moço, sem saber que o o Moço é a colega de classe Mitsuki.
Mao (まお)
Voz de: Nene Hieda (drama CD)
Outra amiga e colega de classe de Aya
Kanna (カンナ)
Ex-namorada de Joe e amiga de Mitsuki que se mudou para Los Angeles. Ela retorna ao Japão e passa um tempo com Joe e Mitsuki, embora ainda sinta a dor de seu rompimento anterior com o homem. Ela também se relaciona com Aya em suas respectivas lutas pelo romance.
Hime (ひめ)
Uma garota do ensino médio que é mais nova que Aya e Mitsuki e é filha de um produtor de discos. Ela tem grande consideração pelas composições de Koga.

## Produção
Em uma entrevista com Shuko Yokoi, Sumiko Arai compartilhou que o conceito de O cara que eu estou a fim não é um cara?! originou-se do fato de ela se sentir atraída por histórias sobre indivíduos de diferentes origens que se conectam e de querer contar uma história sobre garotas, então ela desenhou histórias curtas sem diálogo que foram postadas no Twitter, pois Arai acreditava que isso poderia repercutir entre os leitores internacionais. Um desses contos, carregado entre julho e setembro de 2021, serviu de inspiração para a série.
Como o Twitter permite apenas quatro imagens por tweet, os capítulos da série são limitados a quatro páginas. Como resultado, as interações de Aya e Mitsuki precisam ser descritas de forma concisa. O editor da série comentou que os rostos dos personagens são ilustrados para serem detalhados o suficiente para entender a história sem o diálogo, o que torna a série mais acessível aos usuários do Twitter que não são do Japão. A cor verde que complementa as ilustrações em preto e branco foi declarada por Arai como uma adição tardia, antes do upload do primeiro capítulo.

## Mídia

### Mangá
Escrita e ilustrada por Sumiko Arai, a série teve origem na conta do Twitter da autora em 10 de abril de 2022. Posteriormente, começou a ser serializado no Pixiv Comic em 29 de abril de 2023. Kadokawa Shoten começou a publicar a série em formato impresso no mesmo mês, com seus capítulos reunidos em três volumes tankōbon a partir de fevereiro de 2025.
Arai anunciou em 3 de abril de 2024 que a série iria receber um lançamento oficial em português junto com outros lançamentos internacionais, com a NewPOP anunciando mais tarde, em 8 de abril, que licenciou a série para publicação em português.

#### Volumes
| - 1. "Ritmo A" - 2. "Teen Spirit" - 3. "Creep" | - 4. "Don't Stop" - 5. "Ritmo B" |

| - 6. "Caring" - 7. "Rock 'N' Roll" | - 8. "Song 1" |

| - 9. "Wish You Were" - 10. "24H Radio" | - 11. "Should I Stay, or..." |

### Anime
Uma adaptação para anime foi anunciada por Arai em sua conta no X e pela Kadokawa Shoten em 20 de fevereiro de 2025.

### Outros
A Apple Music e o Spotify lançaram uma playlist oficial contendo músicas que Mitsuki e Aya ouvem ao longo da série coincidindo com o lançamento do primeiro volume, com artistas como Nirvana, Turnstile e Royal Blood, entre outros.
Uma loja pop-up que vendia produtos da série foi aberta em Ikebukuro de 15 a 24 de setembro e em Nagoya de 30 de setembro a 9 de outubro de 2023.
Uma adaptação em CD de drama foi lançada em 24 de abril de 2024.

## Recepção
O primeiro volume vendeu 150.000 cópias em na semana de seu lançamento. Em setembro de 2023, a série tinha 200.000 cópias em circulação.
A série ganhou o 2023 Next Manga Award na categoria web mangá e ficou em segundo lugar na lista de “Livros do Ano” de 2023 da revista Da Vinci. Em 2024, a série ficou em segundo lugar na lista Kono Manga ga Sugoi! do Takarajimasha dos melhores mangás de 2024 para leitoras mulheres.
Um colunista do Animate Times elogiou o trabalho artístico, especialmente o uso de cores e a progressão da história. Momo Tachibana, da Real Sound, elogiou os personagens principais e suas interações, descrevendo-os como compreensíveis. Erica Friedman considerou que a história “não era a primeira do gênero”, mas que tratava o assunto melhor do que séries semelhantes. Friedman também elogiou o trabalho artístico e seu uso de preto, branco e verde.